# Aeroportul Internațional Erbil
Aeroportul Internațional Erbil (IATA: EBL, ICAO: ORER) este un aeroport din Arbil, Kurdistanul Irakian, Irak ce deservește zona Arbil. Aeroportul a fost tranzitat în 2019 de 1.909.785 de pasageri. A fost deschis în 2003 și numit după zona deservită.
Situat la o altitudine de 409 m, aeroportul dispune de 1 pistă. Este operat de Kurdistan Regional Government⁠(d).

## Infrastructură

### Piste
Aeroportul dispune de o singură pistă. Pista are orientarea 18/36.